# Jamal Musiala
Jamal Musiala (Stuttgart, 26 februari 2003) is een Duits-Engels profvoetballer die als aanvallende middenvelder speelt voor Bayern München.

## Clubcarrière

### Jeugd
Musiala werd geboren in de Duitse stad Stuttgart en woonde tot zijn zevende in Fulda, maar verhuisde daarna naar Engeland, waar hij het grootste deel van zijn jeugd doorbracht. Musiala speelde in de jeugdopleiding van Chelsea. 

### Bayern München
In 2019 vertrok hij naar Bayern München. Bij die club speelde hij zijn eerste wedstrijd in de Bundesliga tegen SC Freiburg op 20 juni 2020. Hij werd hiermee met 17 jaar en 115 dagen de jongste speler ooit die een wedstrijd voor Bayern speelde in de Bundesliga. In september 2020 scoorde hij zijn eerste goal in de competitiewedstrijd tegen Schalke '04 (8-0 winst) en werd zodoende ook de jongste doelpuntenmaker in de geschiedenis van Bayern. Musiala was destijds 17 jaar en 205 dagen, waarmee hij het record overnam van Roque Santa Cruz. De Paraguayaan was destijds 18 jaar en 12 dagen oud. Op 3 november maakte hij tegen Red Bull Salzburg zijn debuut in de UEFA Champions League. Op 23 februari 2021 maakte hij in die competitie ook zijn eerste doelpunt, in de achtste finale tegen SS Lazio. Op 17 april scoorde hij twee doelpunten in een 3-2 overwinning op VfL Wolfsburg. Hij werd dat seizoen voor de tweede keer kampioen van Duitsland. Hij had met zes goals in 26 competitiewedstrijden een goed aandeel daarin. Verder won Duitsland dat seizoen de UEFA Super Cup en de Duitse Supercup, beide aan het begin van het seizoen.
Op 25 augustus 2021 was hij in de beker tegen Bremer SV goed voor twee goals en een assist in een 12-0 overwinning. Hij won dat jaar voor de derde keer de Bundesliga en was opnieuw met vijf goals en vijf assists in 30 wedstrijden belangrijk daarin. 
Musiala begon het seizoen 2022/23 met een goal en een assist in de 5-3 overwinning op RB Leipzig in strijd om de Supercup en twee goals in de openingswedstrijd tegen Eintracht Frankfurt. Dat seizoen won hij voor de vierde keer de Duitse competitie en haalde hij voor het eerst dubbele cijfers, zowel wat betreft goals als assists. Hij kwam in alle competities tot zestien goals en zestien assists. Alleen Serge Gnabry scoorde dat seizoen namens Bayern meer competitiegoals dan Musiala. 

## Clubstatistieken
| Seizoen     | Club              | Competitie  | Competitie | Competitie | Competitie | Beker | Beker | Beker | Europa | Europa | Europa | Totaal | Totaal | Totaal |
| Seizoen     | Club              | Competitie  | Wed.       | Dlp.       | Ass.       | Wed.  | Dlp.  | Ass.  | Wed.   | Dlp.   | Ass.   | Wed.   | Dlp.   | Ass.   |
| ----------- | ----------------- | ----------- | ---------- | ---------- | ---------- | ----- | ----- | ----- | ------ | ------ | ------ | ------ | ------ | ------ |
| 2019/20     | Bayern München II | 3.Liga      | 8          | 2          | 0          | —     | —     | —     | —      | —      | —      | 8      | 2      | 0      |
| 2020/21     | Bayern München II | 3.Liga      | 2          | 0          | 0          | —     | —     | —     | —      | —      | —      | 2      | 0      | 0      |
| Club Totaal | Club Totaal       | Club Totaal | 10         | 2          | 0          | 0     | 0     | 0     | 0      | 0      | 0      | 10     | 2      | 0      |
| 2019/20     | Bayern München    | Bundesliga  | 1          | 0          | 0          | 0     | 0     | 0     | 0      | 0      | 0      | 1      | 0      | 0      |
| 2020/21     | Bayern München    | Bundesliga  | 26         | 6          | 1          | 3     | 0     | 0     | 8      | 1      | 0      | 37     | 7      | 1      |
| 2021/22     | Bayern München    | Bundesliga  | 30         | 5          | 5          | 2     | 2     | 1     | 8      | 1      | 0      | 40     | 8      | 6      |
| 2022/23     | Bayern München    | Bundesliga  | 33         | 12         | 13         | 5     | 4     | 1     | 9      | 0      | 2      | 47     | 16     | 16     |
| 2023/24     | Bayern München    | Bundesliga  | 24         | 10         | 6          | 3     | 0     | 0     | 11     | 2      | 2      | 38     | 12     | 8      |
| Club Totaal | Club Totaal       | Club Totaal | 114        | 33         | 25         | 13    | 6     | 2     | 36     | 4      | 4      | 163    | 43     | 31     |
| TOTAAL      | TOTAAL            | TOTAAL      | 124        | 35         | 25         | 13    | 6     | 2     | 36     | 4      | 4      | 173    | 45     | 31     |

## Internationale carrière
Musiala debuteerde op 25 maart 2021 voor Duitsland tegen IJsland. Musiala werd geboren in Duitsland, maar woonde lange tijd in Engeland. Hierdoor speelde hij ook voor dat land een aantal jeugdinterlands. Tevens kon Musiala ook voor Nigeria kiezen door de afkomst van zijn vader.
Op het in 2021 gespeelde EK 2020 bleef het voor Musiala bij twee korte invalbeurten. In de hierop volgende kwalificatiewedstrijden voor het WK 2022 en de Nations League kwam hij in de meeste wedstrijden wel in actie.
Op het WK 2022 speelde Musiala alle drie Duitse wedstrijden, maar werd hij met Duitsland al in de poulefase uitgeschakeld. Hij werd op 8 juni 2024 door bondscoach Julian Nagelsmann opgenomen in de Duitse selectie voor het EK 2024 in eigen land, waar hij in de openingswedstrijd tegen Schotland al na 19 minuten scoorde en werd benoemd tot Speler van de Wedstrijd. Duitsland werd groepswinnaar in een groep met ook Hongarije en Zwitserland, nadat Musiala ook scoorde tegen Hongarije. Musiala hielp Duitsland in de achtste finales met een doelpunt aan een overwinning tegen Denemarken (2–0), maar Duitsland werd in de kwartfinales na een verlenging uitgeschakeld door Spanje (2–1). Musiala kwam op het toernooi in alle wedstrijden in actie.
| Interlands van Jamal Musiala voor Duitsland | Interlands van Jamal Musiala voor Duitsland | Interlands van Jamal Musiala voor Duitsland | Interlands van Jamal Musiala voor Duitsland | Interlands van Jamal Musiala voor Duitsland | Interlands van Jamal Musiala voor Duitsland | Interlands van Jamal Musiala voor Duitsland |
| №                                           | Datum                                       | Wedstrijd                                   | Uitslag                                     | Soort wedstrijd                             | Doelpunten                                  | Assists                                     |
| Als speler bij Bayern München               | Als speler bij Bayern München               | Als speler bij Bayern München               | Als speler bij Bayern München               | Als speler bij Bayern München               | 1                                           | 2                                           |
| ------------------------------------------- | ------------------------------------------- | ------------------------------------------- | ------------------------------------------- | ------------------------------------------- | ------------------------------------------- | ------------------------------------------- |
| 1.                                          | 25 maart 2021                               | Duitsland - Ijsland                         | 3 - 0                                       | Kwalificatie WK 2022                        |                                             |                                             |
| 2.                                          | 31 maart 2021                               | Duitsland - Noord-Macedonië                 | 1 - 2                                       | Kwalificatie WK 2022                        |                                             |                                             |
| 3.                                          | 7 mei 2021                                  | Duitsland - Letland                         | 7 - 1                                       | Vriendschappelijk                           |                                             |                                             |
| 4.                                          | 23 juni 2021                                | Duitsland - Hongarije                       | 2 - 2                                       | EK 2020                                     |                                             |                                             |
| 5.                                          | 29 juni 2021                                | Engeland - Duitsland                        | 2 - 0                                       | EK 2020                                     |                                             |                                             |
| 6.                                          | 2 september 2021                            | Liechtenstein - Duitsland                   | 0 - 2                                       | Kwalificatie WK 2022                        |                                             | 1                                           |
| 7.                                          | 5 september 2021                            | Duitsland - Armenië                         | 6 - 0                                       | Kwalificatie WK 2022                        |                                             |                                             |
| 8.                                          | 8 september 2021                            | Ijsland - Duitsland                         | 0 - 4                                       | Kwalificatie WK 2022                        |                                             |                                             |
| 9.                                          | 11 oktober 2021                             | Noord-Macedonië - Duitsland                 | 0 - 4                                       | Kwalificatie WK 2022                        | 1                                           |                                             |
| 10.                                         | 26 maart 2022                               | Duitsland - Israël                          | 2 - 0                                       | Oefeninterland                              |                                             |                                             |
| 11.                                         | 29 maart 2022                               | Nederland - Duitsland                       | 1 - 1                                       | Oefeninterland                              |                                             |                                             |
| 12.                                         | 4 juni 2022                                 | Italië - Duitsland                          | 1 - 1                                       | UEFA Nations League A                       |                                             |                                             |
| 13.                                         | 7 juni 2022                                 | Duitsland - Engeland                        | 1 - 1                                       | UEFA Nations League A                       |                                             |                                             |
| 14.                                         | 11 juni 2022                                | Hongarije - Duitsland                       | 1 - 1                                       | UEFA Nations League A                       |                                             |                                             |
| 15.                                         | 14 juni 2022                                | Duitsland - Italië                          | 5 - 2                                       | UEFA Nations League A                       |                                             |                                             |
| 16.                                         | 23 september 2022                           | Duitsland - Hongarije                       | 0 - 1                                       | UEFA Nations League A                       |                                             |                                             |
| 17.                                         | 26 september 2022                           | Engeland - Duitsland                        | 3 - 3                                       | UEFA Nations League A                       |                                             | 1                                           |
| 18.                                         | 23 november 2022                            | Duitsland - Japan                           | 1 - 2                                       | WK 2022                                     |                                             |                                             |

## Erelijst
Bayern München II
- 3. Liga: 2019/20

 Bayern München
- UEFA Champions League: 2019/20
- UEFA Super Cup: 2020
- FIFA Club World Cup: 2020
- Bundesliga: 2019/20, 2020/21, 2021/22, 2022/23, 2024/25
- DFB-Pokal: 2019/20
- DFL-Supercup: 2020

1 Neuer  ·
2 Upamecano ·
3 Kim ·
6 Kimmich ·
7 Gnabry ·
8 Goretzka ·
9 Kane ·
10 Sané ·
11 Coman ·
15 Dier ·
16 Palhinha ·
17 Olise ·
18 Peretz ·
19 Davies ·
21 Ito ·
22 Guerreiro ·
23 Boey ·
24 Vidović ·
25 Müller ·
26 Ulreich ·
27 Laimer ·
28 Buchmann ·
40 Urbig ·
42 Musiala ·
44 Stanišić ·
45 Pavlović ·
Coach: Kompany
· Assistent-coach: Danks
1 Neuer  ·
2 Rüdiger ·
3 Halstenberg ·
4 Ginter ·
5 Hummels ·
6 Kimmich ·
7 Havertz ·
8 Kroos ·
9 Volland ·
10 Gnabry ·
11 Werner ·
12 Leno ·
13 Hofmann ·
14 Musiala ·
15 Süle ·
16 Klostermann ·
17 Neuhaus ·
18 Goretzka ·
19 Sané ·
20 Gosens ·
21 Gündoğan ·
22 Trapp ·
23 Can ·
24 Koch ·
25 Müller ·
26 Günter ·
Coach: Löw
1 Neuer  ·
2 Rüdiger ·
3 Raum ·
4 Ginter ·
5 Kehrer ·
6 Kimmich ·
7 Havertz ·
8 Goretzka ·
9 Füllkrug ·
10 Gnabry ·
11 Götze ·
12 Trapp ·
13 Müller ·
14 Musiala ·
15 Süle ·
16 Klostermann ·
17 Brandt ·
18 Hofmann ·
19 Sané ·
20 Günter ·
21 Gündoğan ·
22 Ter Stegen ·
23 Schlotterbeck ·
24 Adeyemi ·
25 Bella-Kotchap ·
26 Moukoko ·
Coach: Flick
1 Neuer ·
2 Rüdiger ·
3 Raum ·
4 Tah ·
5 Groß ·
6 Kimmich ·
7 Havertz ·
8 Kroos ·
9 Füllkrug ·
10 Musiala ·
11 Führich ·
12 Baumann ·
13 Müller ·
14 Beier ·
15 Schlotterbeck ·
16 Anton ·
17 Wirtz ·
18 Mittelstädt ·
19 Sané ·
20 Henrichs ·
21 Gündoğan  ·
22 Ter Stegen ·
23 Andrich ·
24 Koch ·
25 Can ·
26 Undav ·
Coach: Nagelsmann